# Andy Holmes
Andrew John (Andy) Holmes (Uxbridge, 15 oktober 1959 - Southwark, 24 oktober 2010) was een Brits roeier. Hij maakte zijn debuut tijdens de Wereldkampioenschappen roeien 1981 met een vijfde plaats in de vier-met-stuurman. Holmes maakte zijn olympische debuut tijdens de Olympische Zomerspelen 1984 met een gouden medaille in de vier-met-stuurman. Vanaf de Wereldkampioenschappen roeien 1986 vormde hij een duo met Steve Redgrave. Samen wonnen ze een wereldtitel twee-met-stuurman en twee-zonder-stuurman. Op de Olympische Zomerspelen 1988 nam Holmes samen met Redgrave deel in de discipline twee-zonder-stuurman en in de twee-met-stuurman. In de twee-zonder-stuurman behaalden ze de olympische titel en in de twee-met-stuurman de bronzen medaille.
In 2010 overleed Holmes op 51-jarige leeftijd aan de gevolgen van de ziekte van Weil.

## Resultaten
- Wereldkampioenschappen roeien 1981 in München 5e in de vier-met-stuurman
- Wereldkampioenschappen roeien 1982 in Luzern 8e in de acht
- Wereldkampioenschappen roeien 1983 in Duisburg 11e in de acht
- Olympische Zomerspelen 1984 in Los Angeles  in de vier-met-stuurman
- Wereldkampioenschappen roeien 1986 in Nottingham  in de twee-met-stuurman
- Wereldkampioenschappen roeien 1987 in Kopenhagen  in de twee-zonder-stuurman
- Wereldkampioenschappen roeien 1987 in Kopenhagen  in de twee-met-stuurman
- Olympische Zomerspelen 1988 in Seoel  in de twee-zonder-stuurman
- Olympische Zomerspelen 1988 in Seoel  in de twee-met-stuurman

1904: Robert Farnan & Joseph Ryan ·
1908: Reginald Fenning & Gordon Thomson ·
1924: Teun Beijnen & Willy Rösingh ·
1928: Kurt Moeschter & Bruno Müller ·
1932: Lewis Clive & Hugh Edwards ·
1936: Willi Eichhorn & Hugo Strauß ·
1948: Jack Wilson & Ran Laurie ·
1952: Charles Logg & Thomas Price ·
1956: James Fifer & Duvall Hecht ·
1960: Valentin Borejko & Oleg Golovanov ·
1964: George Hungerford & Roger Jackson ·
1968: Jörg Lucke & Heinz-Jürgen Bothe ·
1972: Siegfried Brietzke & Wolfgang Mager ·
1976: Jörg Landvoigt & Bernd Landvoigt ·
1980: Jörg Landvoigt & Bernd Landvoigt ·
1984: Petru Iosub & Valer Toma ·
1988: Andy Holmes & Steve Redgrave ·
1992: Steve Redgrave & Matthew Pinsent ·
1996: Steve Redgrave & Matthew Pinsent ·
2000: Michel Andrieux & Jean-Christophe Rolland ·
2004: Drew Ginn & James Tomkins ·
2008: Drew Ginn & Duncan Free ·
2012: Eric Murray & Hamish Bond ·
2016: Eric Murray & Hamish Bond ·
2020: Martin Sinković & Valent Sinković ·
2024: Martin Sinković & Valent Sinković
1900: Henri Bouckaert & Jean Cau & Émile Delchambre & Henri Hazebrouck & Charlot / Gustav Goßler & Oskar Goßler & Walter Katzenstein & Waldemar Tietgens & Carl Goßler  ·
1912: Albert Arnheiter & Hermann Wilker  & Otto Fickeisen & Rudolf Fickeisen & Otto Maier·
1920: Willy Brüderlin & Max Rudolf & Paul Rudolf & Hans Walter & Paul Staub · 
1924: Émile Albrecht & Alfred Probst & Eugen Sigg & Hans Walter & Émile Lachapelle ·
1928: Valerio Perentin & Giliante D'Este & Nicolò Vittori & Giovanni Delise & Renato Petronio ·
1932: Hans Eller & Horst Hoeck & Walter Meyer & Joachim Spremberg & Carlheinz Neumann ·
1936: Hans Maier & Walter Volle & Ernst Gaber & Paul Söllner & Fritz Bauer·
1948: Warren Westlund & Gordon Giovanelli & Robert Martin & Robert Will & Allen Morgan ·
1952: Karel Mejta & Jiří Havlis & Jan Jindra & Stanislav Lusk & Miroslav Koranda ·
1956: Alberto Winkler & Romano Sgheiz & Angelo Vanzin & Franco Trincavelli & Ivo Stefanoni ·
1960: Gerd Cintl & Horst Effertz & Klaus Riekemann & Jürgen Litz & Michael Obst·
1964: Peter Neusel & Bernhard Britting & Joachim Werner & Egbert Hirschfelder & Jürgen Oelke ·
1968: Dick Joyce & Ross Collinge & Dudley Storey & Warren Cole & Simon Dickie ·
1972: Peter Berger & Hans-Johann Färber & Gerhard Auer & Alois Bierl & Uwe Benter ·
1976: Vladimir Jesjinov & Nikolai Ivanov & Michail Koeznetsov & Aleksandr Klepikov & Aleksandr Loekjanov ·
1980: Dieter Wendisch & Ullrich Dießner & Walter Dießner & Gottfried Döhn & Andreas Gregor ·
1984: Martin Cross & Richard Budgett & Andy Holmes & Steve Redgrave & Adrian Ellison·
1988: Bernd Niesecke & Karsten Schmeling & Bernd Eichwurzel & Frank Klawonn & Hendrik Reiher ·
1992: Iulică Ruican & Viorel Talapan & Dimitrie Popescu & Nicolae Țaga & Dumitru Răducanu
- Library of Congress Control Number: nb2002076608
- Virtual International Authority File: 24107323
- WorldCat: E39PBJrWCFxkybx93D83mqYF8C